# Statul Oromia
Oromia (Oromo Oromiyaa) este un stat regional din Etiopia locuit de poporul Oromo. Capitala statului Oromia este Addis Abeba, cunoscută și cu numele Finfinne. Situată în Podișul Etiopiei, Oromia este cea mai mare regiune din Etiopia.
Este mărginită de Regiunea Somalia la est; Regiunea Amhara, Regiunea Afar și Regiunea Benishangul-Gumuz la nord; Dire Dawa la nord-est; statul Nilul Superior din Sudanul de Sud, Regiunea Gambela, Regiunea Popoarelor din Sud-Vestul Etiopiei, Regiunea Națiunilor, Naționalităților și Popoarelor de Sud și Regiunea Sidama la vest; Provincia de Est a Kenyei la sud; precum și Addis Abeba ca enclavă în centrul său înconjurată de Zona Specială și regiunea Harari ca enclavă înconjurată de Hararghe de Est în est.
În august 2013 Agenția Centrală de Statistică a Etiopiei a estimat populația Oromiei din 2022 la 35.467.001;  făcând-o cel mai mare stat regional după populație. Este și cel mai mare stat regional, cu o suprafață 253.690 km2. Oromia este a 42-a entitate subnațională ca populație din lume,  și cea mai populată entitate subnațională din Africa. În 2007 oromo formau 88% din populație și amhara – 7%. În același an 48% erau musulmani, 30% ortodocși și 18% protestanți.